# Wordle
Wordle ist ein 2021 veröffentlichtes, kostenlos spielbares Online-Buchstabenspiel; entwickelt wurde es von Josh Wardle. Besonders die ursprüngliche englischsprachige Version war erfolgreich und fand größere Verbreitung durch soziale Medien wie Twitter. Mittlerweile gibt es auch verschiedene Sprachversionen seit 2023.

## Spielprinzip
Wordle ist ein browserbasiertes Rätsel, das täglich ein neues Wort veröffentlicht. Das gesuchte Wort besteht aus fünf Buchstaben und muss ähnlich wie in einem Kreuzworträtsel in quadratische, nebeneinander angeordnete Felder eingetragen werden. Für jedes Wort gibt es insgesamt sechs Versuche. Anders als beim Kreuzworträtsel gibt es jedoch keine inhaltlichen Hinweise auf das Lösungswort. Die Spielmechanik ist ähnlich der von Spielen wie Mastermind. Der Spieler trägt in der ersten Zeile ein beliebiges fünfbuchstabiges Wort ein, woraufhin die Buchstaben farbig unterlegt werden: Grauer Hintergrund steht für Buchstaben, die im gesuchten Wort nicht vorkommen; gelber Hintergrund steht für Buchstaben, die im Lösungswort an anderer Stelle vorkommen; grüner Hintergrund für Buchstaben, die im Lösungswort an derselben Stelle stehen. Nun hat der Spieler die Möglichkeit, sich dem Lösungswort in den fünf nachfolgenden Zeilen anzunähern. Ziel des Wortspieles ist, in möglichst wenigen Versuchen das gesuchte Wort zu finden.

## Geschichte
Bereits in den 1980er-Jahren gab es in der Fernsehshow Lingo – in Deutschland umgearbeitet als 5 mal 5 – ein weitgehend gleiches Spielprinzip.
Josh Wardle, ein in New York City lebender Brite, entwickelte das Spiel zunächst für seine Lebensgefährtin und ließ es später auch weitere Familienmitglieder spielen; im Oktober 2021 veröffentlichte er es im Internet. Der Name des Spiels ist ein Wortspiel aus dem Nachnamen seines Erfinders Josh Wardle. Die Idee hatte Wardle laut eigener Aussage zusammen mit seiner Frau. Inspiriert durch ein ähnlich aufgebautes täglich erscheinendes Rätsel namens Spelling Bee der New York Times übernahm er das Prinzip für sein Browserspiel. Die Beschränkung auf ein Spiel pro Tag trägt durch künstliche Verknappung zur Attraktivität des Spiels bei. Das Spiel bestand ursprünglich aus etwa 12.000 Wörtern. Wardles Frau ging diese vor der Veröffentlichung durch und prüfte, ob sie die Wörter kannte oder nicht. Auf diese Weise wurde die Liste der Wordle-Wörter auf etwa 2500 eingegrenzt. Verärgert waren einige Spieler im englischsprachigen Raum beispielsweise über die Wörter Rebus und Tapir, weil sie ihnen nicht vertraut genug waren.
Im November 2021 hatte das Spiel 90 Spieler. Nachdem Wardle im Dezember 2021 die Möglichkeit hinzugefügt hatte, die eigenen Ergebnisse mittels Emojis in Form farbiger Quadrate in den sozialen Medien zu teilen, wuchsen die Nutzerzahlen explosionsartig an; am zweiten Januarwochenende 2022 spielten weltweit zwei Millionen Menschen Wordle.
Bereits im Januar 2022 erschienen unter Namen wie 6mal5 und Wort des Tages deutsche Übersetzungen des Spiels. Wie im englischen Original sind die Umlaute Ä, Ü und Ö hier nicht auf der Tastatur verfügbar, sodass diese mit den Buchstaben AE, UE und OE gebildet werden müssen. Eine Variante unter dem Namen Wördle bietet Umlaute und das Eszett als zusätzliche Buchstaben an. Auch Vergangenheitsformen von konjugierten Verben können bei einigen Versionen mögliche Lösungen sein.
Ende Januar 2022 wurde bekanntgegeben, dass The New York Times Company, die ein Abo für ähnliche, kreuzworträtselartige Spiele vertreibt, Wordle für „einen niedrigen siebenstelligen Betrag“ erworben hat. Das Spiel soll aber auch ohne Abonnement zunächst kostenlos spielbar bleiben.